# Michael Tippett
Sir Michael Kemp Tippett OM CBE CH (ur. 2 stycznia 1905 w Londynie; zm. 8 stycznia 1998 tamże) – brytyjski kompozytor i dyrygent.

## Życiorys
Jest uważany za jednego z najwybitniejszych angielskich twórców XX wieku. Był również dyrygentem większości swoich dzieł. Słynął z poglądów pacyfistycznych.
W ciągu trwającego prawie cały XX wiek życia stworzył wiele dzieł, m.in. 5 oper, 3 duże dzieła chóralne, 5 symfonii, 5 kwartetów smyczkowych, 4 sonaty fortepianowe, koncerty, cykle pieśni i muzykę kameralną.
Do najsłynniejszych jego dzieł należą: Koncert na podwójną orkiestrę smyczkową, oratorium Dziecko Naszych Czasów (A Child of our Time), napisane w latach 1939–1940 jako sprzeciw wobec prześladowań Żydów w Niemczech w roku 1938, opera Król Priam oraz Fantazja koncertująca na temat Corellego.
W 1966 roku otrzymał tytuł szlachecki. Komandor Orderu Imperium Brytyjskiego (1959), odznaczony Orderem Towarzyszy Honoru (1979) oraz Orderem Zasługi (1983).